# お泊まり保育
お泊まり保育（おとまりほいく）とは、日本の保育所や、幼稚園、認定こども園などの未就学児教育機関において、おもに5歳児（年長児）を対象に行われる行事。1980年代には行われていた。

## 概要
園や公共の研修施設などへの宿泊を伴う行事であり、未就学児の多くにとっては、生まれて初めて親元から離れて夜を過ごす体験となる。ねらいは「自信と自立心を育てる」、「共同生活の中で規則正しい生活をする」、「一緒に寝泊まりすることによって一層先生や友だちとのつながりを深める」など。「保育」との名称であるが、教育機関である幼稚園でもこの名称で行事を行うことが多い。

## カリキュラム
園によってカリキュラムの内容は異なるが、概ね以下のような内容が多い。
- 遠足、探検などの野外活動
- 僧侶や戦争体験者などの講話
- カレー作りなど、共同での料理、工作
- 入浴・就寝
  - 園に宿泊する場合で近隣に銭湯などの入浴施設がない場合は、入浴の代わりにプール遊びとする場合がある。
  - 入浴・就寝は園によって男女別か混合かが異なる。
- 解散・保護者への引渡し